# Tutshi Lake
Tutshi Lake är en sjö i Kanada.   Den ligger i provinsen British Columbia, i den västra delen av landet, 4 100 km väster om huvudstaden Ottawa. Tutshi Lake ligger 715 meter över havet. Arean är 52 kvadratkilometer. Den sträcker sig 15,9 kilometer i nord-sydlig riktning, och 26,7 kilometer i öst-västlig riktning.
Trakten runt Tutshi Lake består i huvudsak av gräsmarker. Trakten runt Tutshi Lake är nära nog obefolkad, med mindre än två invånare per kvadratkilometer.